# Microeconomía
La microeconomía es una parte de la teoría económica que estudia el comportamiento económico de los agentes individuales, como son los consumidores, las empresas, los trabajadores y los inversores; así como su interrelación en los mercados. Considera las decisiones que toma cada uno para cumplir ciertos objetivos propios. El análisis microeconómico es un enfoque de la teoría económica que busca explicar el comportamiento de las unidades económicas con respecto a la demanda y oferta de bienes y servicios para el consumo, la producción, la determinación de los precios y la interacción en el mercado. Los elementos básicos en los que se centra el análisis microeconómico son los bienes, los precios, los mercados y los agentes económicos. En contraposición, la macroeconomía es la parte de la teoría económica que se encarga del estudio general de la economía, mediante el análisis de las variables agregadas como el monto total de bienes y servicios producidos, el nivel de empleo, la balanza de pagos, el tipo de cambio y el comportamiento general de los precios.

## Distinción entre Microeconomía y Macroeconomía
La diferencia entre microeconomía y macroeconomía fue introducida en 1933 por el economista noruego Ragnar Frisch, co-receptor del primer Premio Nobel de Ciencias Económicas en 1969. Sin embargo, Frisch en realidad no usó la palabra "microeconomía", sino que hizo distinciones entre análisis "micro-dinámico" y "macro-dinámico" de una manera similar a como se usan hoy en día las palabras "microeconomía" y "macroeconomía". El primer uso conocido del término en un artículo publicado fue Pieter de Wolff en 1941, quien amplió el término "micro-dinámica" a "microeconomía".

## Ramas

El modelo de oferta y demanda describe como varían los precios según el balance entre disponibilidad del producto a diferentes precios (oferta) y los deseos de aquellos con poder adquisitivo según el precio (demanda). La gráfica muestra un desplazamiento a la derecha de D_{1} a D_{2} con el correspondiente incremento en el precio y en la cantidad requerida para alcanzar un nuevo punto de equilibrio en el mercado en la curva de oferta (S).

La microeconomía tiene varias ramas de desarrollo de las cuales destacan el equilibrio parcial, el equilibrio general y el equilibrio de Nash para entender los problemas del consumidor y del productor en mercados de bienes y servicios.
Estas ramas o subdisciplinas no pueden considerarse enteramente separadas porque los resultados de unos aspectos influyen sobre los otros (en particular la teoría del equilibrio general habla de la interacción entre ellas). Por ejemplo, las empresas no solo ofertan bienes y servicios, sino que también demandan bienes y servicios para poder producir los suyos. La microeconomía propone modelos matemáticos que desarrollan ciertos supuestos sobre el comportamiento de los agentes económicos, las conclusiones a la que se llegue usando esos modelos solo será válida, en tanto en cuanto, se cumplan los supuestos, cosa que ocurre rara vez, especialmente si se trata de supuestos muy fuertes o restrictivos.
Una de las incorporaciones más importantes al estudio de la microeconomía es el equilibrio de Nash, como concepto de solución a los juegos planteados. La teoría de juegos es una teoría matemática que estudia el comportamiento de varios agentes cuando las decisiones tomadas por cada uno influyen en las decisiones de los otros.
A pesar de los éxitos de teoría microeconómica neoclásica en el entendimiento de algunos de nuestros problemas económicos, no los comprende todos porque en estos modelos están prácticamente ausentes las relaciones institucionales de las sociedades, más allá de los mercados de bienes y servicios. Al valorar sus alcances y límites, se podría decir que la teoría neoclásica es como el primer polinomio de Taylor, es una primera aproximación, valiosa pero insuficiente. Hay esperanzas de que los avances recientes en "microeconomía institucional" y "microeconomía de economías complejas" proporcionen una mejor comprensión sobre el rol de las instituciones, la evolución y el aprendizaje en el comportamiento de los agentes dentro y fuera de los mercados.

## Teoría del consumidor
La teoría del consumidor es la rama de la  microeconomía, que estudia la conducta de los agentes económicos, en cuanto consumidores y cómo asignan su renta a la compra de diferentes bienes y servicios. 
En lo que sigue y, a menos que luego se diga lo contrario, todo lo dicho se referirá a la teoría del consumidor a la teoría neoclásica dominante. La teoría del consumidor neoclásica parte de unas preferencias que tiene un individuo. Con base en ellas el consumidor realizará una elección racional entre los bienes disponibles y los que puede adquirir con el presupuesto que tiene.

### Preferencias del consumidor
Los consumidores tienen preferencias sobre los bienes y servicios, esto es, dadas cestas de bienes (conjuntos de bienes y servicios que un individuo consume. en las que, de cada tipo de bien puede ser cero, uno u otra cantidad de bienes, incluso una cantidad no entera), si le dieran a escoger entre dos cestas, un consumidor preferirá una sobre la otra (también puede ser indiferente entre ellas). 
Se supone entonces, que para la mayoría de los consumidores habrá unas preferencias que podrían manifestar para cualquier conjunto de cestas que se les presentara. Cada individuo tendrá sus preferencias y no tendrían por qué coincidir con las de otro sujeto, aunque pudiera ser así. Sin embargo, se espera que para la mayoría de los consumidores esas preferencias sí que tengan unas propiedades comunes. La teoría de la conducta del consumidor se basa en estos supuestos o propiedades básicas de las preferencias de los individuos por una cesta frente a otra, que se exponen. De manera que si estas condiciones no se cumpliesen, las conclusiones extraídas en la teoría del consumidor no serían plenamente válidas. Estas propiedades serían:
- Completitud: el consumidor podría clasificar todo los tipos de cestas, es decir todos los conjuntos de indiferencia no tienen fisuras.
- Universalidad: Dado cualquier par de cestas imaginable en una economía, un consumidor siempre podría decir si prefiere una cesta a otra. Nótese que es posible también que no pueda considerar a una cesta realmente mejor que la otra, pero se espera que pueda decir que una cesta es al menos tan buena como la otra. Es decir, no se necesitará que la preferencia sea siempre estricta, sino que dadas cualquiera dos cestas, el consumidor pueda siempre decir, o bien que lo mismo le da la una que la otra, o que considera una de las dos mejor que la otra.
- Transitividad: Generalmente, si un consumidor prefiere la cesta A a la cesta B, y la cesta B a la C, también debería preferir la cesta A a la C.
- Monotonicidad o cuanto más, mejor: Si una cesta A tiene los mismos bienes que otra cesta B, y alguno más, o bien mayor cantidad de alguno de ellos, entonces A se prefiere o se considera al menos tan buena como B. En consecuencia, los consumidores siempre prefieren una cantidad mayor de cualquier bien a una menor.
- Convexidad: Se espera, aunque este supuesto es algo restrictivo, que dadas dos cestas A y B de bienes, se prefiera a ambas una cesta C que fuera una combinación convexa de ambas. Es decir, una cesta que se compusiera en un porcentaje de las cantidades de cada uno de los bienes presentes en A y en el resto del porcentaje (hasta completar el 100%) de las cantidades de los bienes de B. Este supuesto está relacionado con el principio de utilidad marginal decreciente.

### Restricción presupuestaria
Teniendo en cuenta que los bienes tienen precios, y considerando estos datos, está claro que un consumidor no puede conseguir trivialmente la cesta que prefiera de entre todas las posibles. Si tenemos en cuenta además de los precios de los bienes la renta disponible del consumidor, tenemos lo que se llama la restricción presupuestaria. Esta es la que nos indica qué cestas de bienes son las que el consumidor puede elegir y conseguir, teniendo en cuenta el dinero de que dispone y los precios del mercado. La misión del consumidor será entonces conseguir de entre todas esas cestas aquella que prefiera a todas las demás (o alguna de las cestas que considere son al menos tan buenas como todas las demás). Encontrar esto es lo que se llama maximización del consumidor. Generalmente, es habitual que la cesta elegida del consumidor se encuentre en la frontera de la restricción presupuestaria, es decir, que sea una cesta cuyo valor (multiplicando los precios de los bienes por las cantidades de estos en la cesta) sea exactamente igual a la renta disponible del consumidor. Por tanto, el consumidor siempre elegirá la cesta que le proporcione la máxima utilidad, la que le produzca el mayor bienestar posible.

### Función de utilidad
Una forma de representar las preferencias, cuando éstas tienen las propiedades adecuadas, es mediante lo que se llama una función de utilidad. En este caso, las canastas de bienes se pueden representar también como vectores numéricos, donde cada componente del vector nos dice qué cantidad de cada bien hay en esa cesta. Introduciendo dos vectores de bienes en una misma función de utilidad y viendo qué números nos devuelve esta, es posible ver si una canasta es preferida a la otra o considerada como igual a la otra desde el punto de vista del consumidor. Entonces, el problema del consumidor podría considerarse como el problema matemático de maximizar una función matemática (a menudo de varias variables), que sería la función de utilidad, dentro del conjunto representado matemáticamente por todas las canastas de bienes (vectores) que cumplieran la restricción presupuestaria, esto es, que su valor (resultado de multiplicar el vector de bienes de la canasta por el vector de los precios correspondientes) fuera igual o menor que el valor de la renta disponible.
Nótese que la función de utilidad se considera una función monótona creciente de los bienes, pero que su valor es puramente ordinal, esto es, sirve para ordenar canastas , pero no para decir cuánto es mejor una canasta que otra, esto es, no es una función cardinal. De hecho, pueden usarse distintas funciones de utilidad para representar unas mismas preferencias, y al resolver el problema de maximización todas darían el mismo resultado.

### Curvas de indiferencia
En microeconomía las curvas de indiferencia (también llamadas curvas de preferencia) son combinaciones de bienes, representadas como conjuntos de puntos en el espacio, para los cuales la satisfacción de un consumidor es idéntica. Esto quiere decir que para todos los puntos pertenecientes a una misma curva, el consumidor no tiene preferencia sobre una combinación u otra. La satisfacción del consumidor se caracteriza mediante la función de utilidad, donde las variables son las cantidades de cada bien, representadas por el valor sobre cada eje.
Las preferencias del consumidor le permiten elegir entre diferentes canastas de consumo. Si se ofrece a un consumidor dos canastas diferentes, elegirá la que mejor satisface sus gustos. Si ambas satisfacen sus gustos en igual medida, se dice que el consumidor es «indiferente» entre las dos canastas. Existen discrepancias entre autores sobre si la continuidad, derivabilidad y convexidad de dichas curvas están garantizadas y ello tiene fuertes implicaciones en la discusión sobre la existencia o no de puntos de equilibrio. Desde un punto de vista matemático la discusión implica el axioma de elección.
Otra cuestión de importancia en el estudio de la teoría del consumidor son las llamadas curvas de indiferencia. Una curva de indiferencia representaría a todas las cestas que para una función de utilidad dada tienen el mismo valor. 
La principal utilización de las curvas de indiferencia es encontrar los puntos de maximización de la utilidad al superponerlas con las restricciones presupuestarias del consumidor, que define los puntos al alcance de cada individuo dependiendo de su disponibilidad en unidades monetarias.
Por otro lado la relación marginal de sustitución nos informa de cuanto es capaz de intercambiar un consumidor de un bien por otro de manera que su utilidad se mantenga igual.

### Tipos de bienes
Se puede estudiar cómo cambian las soluciones al problema del consumidor cuando cambian los parámetros de la función de utilidad o bien cambian los precios o la renta disponible del consumidor. Por ejemplo, si cambia el precio de uno de los bienes, el cambio en la pendiente de la restricción presupuestaria llevará a cambiar de cesta de bienes escogida, en la que el bien cuyo precio ha cambiado, también cambiará en cantidad (y posiblemente las de otros de los bienes también cambien). Según el efecto que se produzca, se puede clasificar a los bienes. Así, normalmente los bienes disminuyen en cantidad demandada cuando aumenta su precio, aunque existen excepciones a esto, en las que aumentan (llamados bienes giffen). Lo que hace que un bien cambie es la suma de dos efectos, el efecto renta y el efecto sustitución.
El efecto renta es el derivado del hecho de que al aumentar un precio, en cierto modo, es como si se perdiera renta, mientras que el efecto sustitución está relacionado con como el consumidor puede tender a sustituir el consumo de un bien por el de otro. Si aumenta el precio del bien, el efecto renta tenderá a hacer que disminuya su consumo, pero el efecto sustitución puede afectarle de dos maneras. Normalmente tenderá a hacer que también disminuya, porque el consumidor también vaya a consumir otro tipo de bienes que su precio no haya cambiado, pero en otras ocasiones podría ser que hiciera que aumentara. Nombrando lo anterior en términos marshalianos, podemos decir que se sustituye el valor de la mercancía sucedida por dinero equivalente, logrando así, que el consumidor tenga el mismo nivel de satisfacción con una curva diferente. En este último caso tendríamos lo que se llama un bien inferior (uno cuyo efecto sustitución tiende a aumentar el consumo cuando el precio sube). Si, en cambio, el efecto de sustitución fuera del mismo signo que el efecto renta, estaríamos ante un bien normal. Pero es la suma de los dos efectos lo que produciría el efecto total. En el caso de los bienes normales, el efecto renta hará que su consumo disminuya al aumentar el precio, y también ocurrirá así con los bienes inferiores, excepto cuando, en el caso de algunos de estos últimos, el efecto sustitución llegara a ser más fuerte que el del efecto renta, y por tanto tendríamos un bien giffen. Cuando aumenta la renta y los precios permanecen constantes, los bienes normales tienden a aumentar en consumo mientras que disminuye el de los bienes inferiores.
Nótese que hemos mencionado que cuando sube el precio bajará el consumo de un bien, el análisis es completamente simétrico cuando baje el precio, es decir, aumentará el consumo con las particularidades ya dichas en los párrafos anteriores. Se ha de saber también que el consumo, por supuesto, también variará con la renta disponible, aumentando o disminuyendo conforme lo haga esta, hasta que se alcance para los bienes lo que se llama punto de saciedad, que sería el máximo posible para la función de utilidad, un punto más allá del cual al consumidor ya no le interesaría tener más de ninguno de los bienes.
Otra forma en que se relacionan los bienes unos con otros es como complementarios o como sustitutivos. Los complementarios tienden a compartir el mismo destino cuando sube o baja el precio de uno de ellos, mientras que es al contrario en el caso de los sustitutivos.
También es posible considerar algunos bienes como males, cuyo consumo produce desutilidad o utilidad negativa. Los males serían aquellos de los cuales al consumidor, al contrario que los otros, estaría interesado en tener lo menos posible. Por ejemplo, en ciertos análisis microeconómicos se puede presentar el salario como un bien y el trabajo como un mal y tener que estudiar la decisión de optimizar el tiempo teniendo en cuenta la restricción, es decir, más horas de trabajo (mal) producen más salario (bien) y el límite, restricción presupuestaria, es el tiempo disponible por un trabajador hipotético.

### Curva de demanda
La teoría de la demanda puede derivarse de la del consumidor, esto es, agregando las demandas individuales de un bien y viendo cuánto sería el total demandado para cada precio por cada consumidor. Esto nos llevaría a la curva de demanda total del bien, que generalmente se representa como una curva descendente (pendiente negativa), debido a que en el eje de ordenadas se representa el precio, y en el de abscisas la cantidad de bien demandada. Significa que cuanto menor es el precio, mayor es la cantidad demandada. La fórmula matemática simplificada que resume este concepto, que expresa la demanda como una recta es la siguiente: {\displaystyle Q_{d}=a-bp}, donde {\displaystyle P} representa el precio y {\displaystyle a} y {\displaystyle b} son constantes.

### Representación matemática del problema del consumidor
La microeconomía se estudia de forma matemática, usando modelos que eviten la ambigüedad del lenguaje hablado. La mayor parte de los desarrollos y estudios de la teoría del consumidor tienen como base el siguiente problema que se representa así:
{\displaystyle max\;U(x_{1},x_{2},\cdots ,x_{n})}
{\displaystyle s.a:\sum _{i=1}^{n}p_{i}x_{i}\leq M}
El significado de este problema es el siguiente: Se trata de maximizar, esto es, obtener el valor máximo de una función, el más alto de todos los que puede dar, así como qué valores son los que producen ese máximo. En este caso sería el de {\displaystyle U}, que es la función de utilidad de un consumidor, que se supone que depende de los valores de las cantidades de los {\displaystyle n} bienes (representados por las variables {\displaystyle x_{n}} desde el valor 1 hasta {\displaystyle n}). Hay un límite a los valores que esas variables pueden tomar, el cual está definido por la restricción ({\displaystyle s.a} quiere decir 'sujeto a' ) de que como mucho el valor total de la cesta de bienes puede ser igual a {\displaystyle M}, que sería la renta disponible total. Esto es si multiplicamos los precios de cada bien (los {\displaystyle p_{n}}) por cada cantidad de bien, y lo sumamos, y así obtenemos el valor de una cesta de bienes, y ese valor tiene que ser menor o igual ({\displaystyle \leq }) de {\displaystyle M}, el valor de la renta disponible.
Este modelo se resuelve usando una técnica matemática llamada de los Multiplicadores de Lagrange (si se supone que finalmente se consumirá toda la renta disponible, lo que equivale a suponer que {\displaystyle \sum _{i=1}^{n}p_{i}x_{i}=M} ) o bien el de las Condiciones de Karush-Kuhn-Tucker, si se cree que puede que sobre renta (caso en el que mantenemos que la restricción es del tipo {\displaystyle \leq } ).
Las soluciones que se obtienen nos sirven para el análisis anteriormente dicho, para obtener cómo reaccionarían las cantidades demandadas si cambiaran los precios, y es posible estudiar también, mediante modificaciones a este problema básico, qué ocurre si se introducen impuestos sobre la renta, impuestos indirectos, subvenciones, que sucedería si consideramos el ahorro como un bien, que ocurre si consideramos también bienes cuyo valor es incierto (como en el caso de activos financieros), etcétera, y ver cómo influyen no solo sobre la cantidad de bien consumida sino también sobre la utilidad que recibe el consumidor.

## Teoría del productor
En microeconomía, la producción es simplemente la conversión de factores productivos en productos y una empresa es cualquier organización que se dedica a la planificación, coordinación y supervisión de la producción. La empresa es el agente de decisión que elige entre las combinaciones factores-producto de las cuales dispone y maximiza su beneficio. El problema comparte similitudes, con el del consumidor. En el caso del consumidor, la microeconomía lo reduce a menudo a la cuestión de maximizar una función de utilidad con una restricción presupuestaria. En el caso de la producción, se trata de maximizar la función de beneficios teniendo en cuenta restricciones tecnológicas (suponiendo, en principio, que los precios están dados, supuesto este muy fuerte que posteriormente se relaja).

### Función de producción
Se empieza considerando, por razones de simplificación, que se produce un solo bien (o servicio) por una empresa y que para producirlo es necesario una serie de elementos denominados factores de producción (también pueden ser denominados insumos o inputs). El bien o servicio producido recibe el nombre de output. La función que relacionaría las cantidades de la cantidad de factores productivos utilizados con el output obtenido recibe el nombre de función de producción. Los inputs utilizados serían las materias primas, productos intermedios (comprados a otra empresa u obtenidos en otro proceso de producción de la misma empresa), el trabajo humano usado, los suministros de energía, agua y similares, el coste de reponer el capital utilizado, maquinaria, herramientas), ya que sufre desgaste por el uso en el proceso de fabricación. Una simplificación frecuente es reducir a dos los factores: capital y trabajo. Trabajo representaría el trabajo humano, capital el resto.
Las funciones de producción también pueden tener una serie de propiedades que conviene destacar. Una de ellas es la de lo que se llaman Economías de escala.

### El problema de maximización del beneficio
Generalmente el problema de maximización del beneficio se puede estudiar tanto a corto plazo como a largo plazo. A corto plazo se considera que uno de los inputs, como el capital, está ya decidido para la empresa y el precio por el mismo se ha pagado ya. A largo plazo, sin embargo, todos los inputs implicados pueden variar, por ejemplo, si la empresa varía la cantidad de capital disponible. Este problema se puede representar de forma matemáticamente de la siguiente manera:

{\displaystyle \max _{(Y_{1},\dots ,Y_{n})\in \Phi }P_{1}Y_{1}+\dots +P_{n}Y_{n}-(C_{1}X_{1}+\dots +C_{m}X_{m})}
{\displaystyle ,\qquad {\mbox{con}}\ \Phi =\{(Y_{1},\dots ,Y_{n})\in (\mathbb {R} ^{+})^{n}|Y_{i}\leq F_{i}(x_{i1},\dots x_{im})\}}

Donde además deben tenerse en cuenta las condiciones de uso de los inputs adquiridos por la empresa. [Pueden ser reescritas para algunos outputs, ver más adelante en (*)]

{\displaystyle X_{i}=\sum _{j=1}^{n}x_{i1}}

El objetivo de la empresa es maximizar su beneficio, que es la diferencia entre los ingresos y los costes. Los ingresos totales son iguales a los outputs producidos por los precios a los que se venden (nótese que suponemos que se vende toda la producción de la empresa, cosa que no es siempre el caso en la realidad), y los costes son los de multiplicar los inputs utilizados por los precios de los outputs. Ahora bien, las restricciones serían que los outputs son función (de producción) de las cantidades de cada uno de los inputs utilizados, incluso si un input no se utilizara, se podría considerar que la cantidad utilizada de ese input es cero.
(*) Si, por ejemplo, se usara del input de tipo 1 en la producción de los distintos outputs posibles, la suma del total de lo utilizado para cada uno de los outputs debería ser igual al total del input 1 adquirido por la empresa (Es decir, si usa x11 del input 1 para fabricar el output 1, x21 para fabricar del output 2, etcétera, entonces, x11+...+xn1=X1, y X1 sería el total del input 1 utilizado). No obstante, y esto es importante, en algunos casos es posible que al usar de algunos inputs "no se consuman" al usarlos en la fabricación de ciertos outputs, por lo que podría ser que estas condiciones no estuvieran escritas así. Por ejemplo, si consideráramos el tiempo de trabajo, en horas, de cierta máquina como un input, y esa máquina pudiera elaborar dos tipos o más de output al mismo tiempo, no se introduciría la restricción correspondiente en este modelo, es decir, si por ejemplo la máquina trabajara 8 horas haciendo dos outputs diferentes al mismo tiempo, no repartiría las 8 horas entre cada uno de ellos sino que las invertiría enteras en cada uno.
Este problema se puede resolver también usando los Multiplicadores de Lagrange o la condiciones de Karush-Kuhn-Tucker.

### Curvas de costos
Una forma habitual de simplificar el problema es suponer que sólo se produce un bien y que sólo va a haber un input que varíe según la producción de la empresa, estando todos los demás fijos (Nota: En un modelo determinado, suponer que un conjunto de variables puede cambiar mientras que el resto de variables van a permanecer constantes, independientemente de sus relaciones con el resto del modelo, es lo que se llama céteris páribus, una técnica simplificadora pero que puede llevar a error cuando se compara con la realidad, en la que en última instancia todo se relaciona e influye con todo) Con esto, por ejemplo, se puede estudiar cómo la producción de una empresa de un bien va a determinar la demanda de trabajo por parte de esa empresa.
El valor total de los inputs por los que la empresa ha pagado ya y que no van a variar en el corto plazo daría lo que se llama el coste fijo. Por el contrario, el valor de los inputs que cambiará según se decida el nivel de producción, es el coste Variable. La suma de los dos es el coste Total. Como conforme varíe la producción de la empresa estos costes van a variar, se obtiene para el estudio microeconómico lo que se llaman curvas de costes. Las más importantes, serían la de coste variable, la de coste total, la de Coste Medio y la de coste marginal.
La curva de coste variable relaciona el total de los costes variables con el nivel de producción. Generalmente es creciente, pero puede tender a crecer a menor velocidad. La de coste total es prácticamente idéntica, ya que sería una traslación de la variables en la magnitud del coste fijo, lo cual es importante sobre todo en teoría de la producción industrial porque unos costes fijos elevados disuaden a empresas de entrar en el mercado.
La curva de coste medio, por el contrario, puede ser ascendente o descendente, incluso ascendente en unos tramos y descendente en otros, ya que esta curva informa de cuanto, por término medio, cuesta producir cada output dependiendo del nivel de producción. Por ejemplo, es posible que con cierta función de producción el valor de producir 300 unidades de output sea tal que cada una cueste 1.5 unidades monetarias, mientras que producir 600 pueda costar cada una sólo 1 unidad monetaria. Esto estaría relacionado posiblemente con la existencia de economías de escala, como se dijo antes.
La curva de coste marginal, tiene para el análisis gran importancia, razón por la que a veces se llama a ciertos estudios de la economía "marginalistas". Esta curva, que matemáticamente equivale a la derivada de la Curva de Coste Total, nos representa cuanto más nos cuesta producir una unidad de output a partir del nivel anterior de producción. Por ejemplo, si para producir 100 unidades de un bien tenemos un coste de 1000 unidades monetarias, y producir 101 unidades de ese mismo bien el coste fuera de 1020 unidades monetarias, la curva valdría 20 (1020-1000) en el nivel 100 de producción.
El análisis más general para decidir el nivel de producción de una empresa parte de que la empresa quiere maximizar su beneficio.
El beneficio es igual a los ingresos (I) menos los costes (C), ambos son funciones dependientes del nivel de producción. 
Desde el punto de vista matemático, maximizar una función supone igualar a cero la derivada esa función con respecto a la variable que queremos maximizar; si derivamos la función beneficio, sería la derivada de sus componentes: los ingresos menos los costes: 
{\displaystyle {\frac {dI}{dx}}-{\frac {dC}{dx}}=0}
Lo que lleva a que el ingreso marginal (obtenidos por la primera derivada de los Ingresos de la empresa en la función de beneficio) debe ser igual al coste marginal, que es la derivada de los Costes de la empresa, como condición para que el nivel de producción sea el que maximice el beneficio. Si suponemos que los precios del mercado no pueden cambiar por la actuación de la empresa, sino que están dados (porque estemos en lo que se llama competencia perfecta, en la que hay muchas empresas y ninguna puede influir en el precio), entonces la condición es: Precio ha de ser igual a coste marginal.
Un ejemplo es: si la función de Beneficio de la empresa es {\displaystyle B(Y)=PY-C(Y)} (Precio por producción es el ingreso, al que se le resta el Coste total de esa producción), entonces, si aplicamos la condición de primer orden de máximo de una función derivable (suponemos que {\displaystyle C} es una función derivable), tenemos que la condición es {\displaystyle P-C'(Y)=0}, esto es, {\displaystyle C'} representa el Coste Marginal de producir la cantidad {\displaystyle Y} de output. Esto ya se dice que es válido sólo para una empresa en competencia perfecta.

## Estructura de mercados
El mercado está constituido por cuatro elementos básicos: consumidores, productores, precios (relativos) y productos. Según los neoclásicos, el mercado puro no es (ni debe ser afectado) por agentes extraños como el gobierno o el sistema financiero. 
En el mercado de cada bien o servicio, se pueden dar distintos tipos de situaciones. Estas situaciones son conocidas como estructuras de mercado, que se agrupan de la siguiente forma:
| Cantidad | "Inifinitas empresas" | "Muchas empresas          | 2 empresas | 1 empresa | "Pocas" empresas |
| Nombre   | Competencia perfecta  | Competencia monopolística | Duopolio   | Monopolio | Oligopolio       |

### El modelo de competencia perfecta

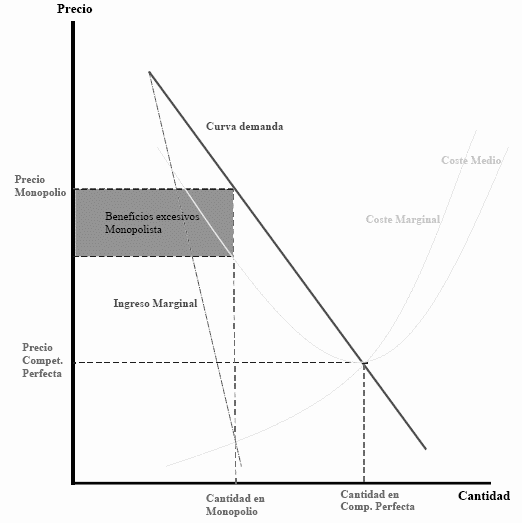
Precio y cantidades de mercado en el caso de un monopolista y en el de competencia perfecta.

El modelo de competencia perfecta describe una estructura de mercado que cumple con los siguientes supuestos:
1. No hay barreras a la entrada de nuevas empresas y el salir no implica un costo.
2. Existe información perfecta sobre precios, bienes e insumos.
3. Producto homogéneo, es decir, los bienes son sustitutos perfectos.
4. No hay externalidades, es decir, los derechos de propiedad están perfectamente definidos.
5. Los contratos se cumplen porque hay un aparato jurídico eficiente.
6. No hay rendimientos crecientes a escala ni en la producción ni en el consumo.

Si los supuestos se cumplen podemos estar seguros de que la asignación que genera el mercado es eficiente. De hecho, en un modelo de equilibrio general las asignaciones son eficientes en el sentido de Pareto.
La condición de optimalidad del mercado exige que el precio sea igual al costo marginal. Si el precio es menor algunas empresas salen del mercado presionando el precio al alza por la reducción de la cantidad ofrecida y si el precio es mayor algunas empresas entran al mercado esperando beneficios positivos, pero al hacerlo, presionan el precio a la baja debido a que la oferta se expande.
El modelo de competencia perfecta es un ente ideal que intenta capturar la esencia del comportamiento económico, tanto de las empresas como de los individuos. La mayor parte de la literatura se ocupa de analizar el impacto que tiene sobre el bienestar o la eficiencia el que alguno de los supuestos arriba mencionados no se cumpla. Quizá uno de los más importantes es el de la información.
En un mercado competitivo millones de empresas (productores) y millones de hogares (consumidores) participan en el comercio voluntario, buscando mejorar sus propias situaciones económicas. Sus acciones están coordinadas, como por una mano invisible, por un sistema de precios, que tiene una lógica interna y funciona sin una dirección central. 
La principal función del mercado es determinar el precio de los bienes. El precio generalmente es entendido como el valor del bien en términos monetarios. Sin embargo, los modelos neoclásicos se conceptualiza en precios relativos, es decir la relación existente entre distintas mercancías. La importancia del mecanismo de precios es tan grande que a veces a la teoría microeconómica se le denomina “teoría de precios”.

### Competencia imperfecta
Los mercados de competencia imperfecta son aquellos en los que los productores son los suficientemente grandes como para tener un efecto notable sobre el precio del mercado. Existen varios modelos de este tipo de mercado entre ellos el mercado monopolístico y los diversos modelos oligopolísticos. 
La diferencia fundamental con los mercados de competencia perfecta reside en la capacidad de influencia que tienen las empresas oferentes de controlar en precio. En estos mercados, el precio no se acepta como un dato ajeno, sino que los oferentes intervienen activamente en su determinación.
En la realidad, casi todos los mercados son imperfectos, siendo la competencia perfecta casi un óptimo teórico. Por el contrario en mercados fuertemente monopolísticos la competencia se produce entre los capitales, que buscan el máximo beneficio en competencia con las inversiones en otros mercados. En general, puede afirmarse que cuanto más elevado resulte el número de participantes, más competitivo será el mercado, pero el monopolio no implica que no exista competencia.

#### Monopolio
El Monopolio (del griego, mono=único y polio=vendedor) es una estructura de mercado caracterizada por la presencia de una única empresa, que produce un bien homogéneo y que se comporta no paramétricamente en precios, y por la existencia de barreras de entrada y salida en el mercado. En general está probado, en los modelos microeconómicos que lo estudian, que, cuando el Monopolio no puede realizar discriminación entre sus compradores (es decir, cuando no puede poner precios distintos para cada consumidor en función de las posibilidades de este), sino que pone el mismo precio para todos los posibles compradores, en este caso, el precio de equilibrio en el mercado y la cantidad producida de ese bien, que se determinan a partir de donde se cruzan la Curva de Coste Marginal (que depende de la función de producción de la empresa monopolística) y la Curva de Ingreso Marginal (que depende de la Demanda del bien producido por la empresa, demanda que depende de los compradores de ese bien), son tales que, generalmente, cumplen esto:
- El precio puesto por la empresa es más alto que en los casos en los que no hay monopolio.
- La cantidad producida por la empresa es también menor que en los casos de no monopolio.
- La utilidad total percibida por todos los agentes, tanto los compradores como la empresa monopolística, la suma de esas utilidades, suele ser menor también que en los casos de no monopolio.

Por todas estas razones, y algunas más, los monopolios son vistos de forma negativa en los mercados (Por ejemplo, recordar las leyes Anti-Monopolio de los U.S.A.). No obstante, existen algunos monopolios inevitables, llamados Monopolios Naturales. En ocasiones se intenta que los problemas de este tipo de monopolios se resuelvan de manera que sea una institución pública (que se supone que no tiene interés en maximizar su propio beneficio, sino el bienestar global) sea quien controle el precio y la producción de ese monopolio o que le permita variarlos en función de los usuarios o compradores del Monopolio.

#### Oligopolio
En el oligopolio (del griego oligo=pocos, polio=vendedor), se supone que hay varias empresas, pero de tal forma que ninguna de ellas puede imponerse totalmente en el mercado. Hay por ello una constante lucha entre las mismas para poder llevarse la mayor parte de la cuota del mercado en la que las empresas toman decisiones estratégicas continuamente, teniendo en cuenta las fortalezas y debilidades de la estructura empresarial de cada una.
El problema se puede plantear en ocasiones usando métodos de la teoría de juegos. Por ejemplo, dada las funciones de costes de cada una de las empresas implicadas, cada una se atreverá a ofrecer a un determinado precio, una cantidad determinada, al mercado. Pero, estas ofertas de las empresas al ser observadas desde el punto de vista de la demanda, tendrán efecto en cuánta cantidad es realmente demandada para cada empresa, y dado el precio que ha puesto cada una, le darán a cada una de ellas un cierto nivel de beneficios. También se puede introducir la idea de que las empresas intenten "diferenciar" su producto con respecto al producto de las otras, para que no parezcan tan "sustitutivos" y por ello se puedan considerar como "diferentes" por los consumidores. Aunque a menudo esas diferencias en producto sean en cosas mínimas como la presentación del producto, su "calidad", el envase en el que viene, servicios de post-venta, las redes de distribución, la cercanía del producto al domicilio del consumidor, etcétera (para esto hay que estudiar más las estrategias comerciales de cada empresa en particular). Todo ello puede dar lugar al estudio de diferentes tipos de modelos.
Generalmente, cuando se aplica la Teoría de Juegos, se supone que cada empresa puede tomar decisiones en un conjunto de decisiones propio, y que dependiendo de cuales toma esa empresa y las demás, esa empresa y las demás obtendrán un determinado resultado. A veces esto se puede representar como que cada empresa tiene una "Curva de Reacción" a las acciones de las demás empresas. Por ejemplo, si el resto de las empresas tomaran una serie de decisiones, y nuestra empresa en cuestión conociera (supuesto bastante fuerte, desde luego) qué decisiones han tomado las demás, para poder obtener ella el máximo beneficio debería de tomar ciertas decisiones a su vez, que dependen de las tomadas por las demás.
Hipotéticamente, si las "curvas de reacción" de todas las empresas se cruzaran en algún sitio, ese conjunto de decisiones para todas las empresas implicadas implicaría el "Equilibrio del Juego", porque todas las empresas estarían a la vez haciendo lo mejor para sí mismas dado lo que están haciendo el resto de las empresas. Esto es lo que se conoce como Equilibrio de Nash. Nash probó en qué condiciones se puede dar este Equilibrio. Ejemplos de equilibrios en los mercados son el de Cournot, cuando las empresas compiten en cantidades ofertadas, y el de Bertrand, cuando lo hacen en precios.
No obstante, un caso común también es que alguna de las empresas sea Líder y las demás Seguidoras. En este caso, en vez de suponerse que se va alcanzar un equilibrio en el que todas las empresas más o menos llegan simultáneamente a esa situación de equilibrio, la ventaja de la empresa Líder (por ejemplo, por tener alguna ventaja empresarial aplastante sobre las otras empresas) le lleva a tomar primero una decisión ante la cual responden, o sea, la tomán después, las empresas Seguidoras. Esto es lo que lleva a la Líder a tener en cuenta, para cada decisión, que las seguidoras van a responder de una determinada manera, por lo que reajusta su forma de decidir teniendo en cuenta cuáles serán las decisiones de las demás, como si en cierto modo también las pudiera controlar a ellas y ponerlas al servicio de su propio beneficio.
También es posible que las empresas del oligopolio se pongan de acuerdo para actuar coordinadamente a la hora de ofertar sus bienes y de poner sus precios, con lo que logran mayor beneficio total para cada una de ellas que cuando actúan por separado. Al acuerdo entre empresas para pactar producción o precios se le llama colusión y al grupo de empresas que han coludido se las llama cártel. En estos acuerdos el precio es superior al coste marginal, siendo socialmente ineficiente y produciendo una situación parecida, desde el punto de vista de los consumidores, a la del monopolio.

#### Competencia monopolística
La competencia monopolística es una estructura de mercado caracterizada por la presencia de muchas empresas que venden productos heterogéneos, sustitutivos cercanos, pero imperfectos, entre sí. Al tratarse de productos heterogéneos, cada productor tiene un cierto poder de mercado sobre el bien que produce, por lo que la competencia monopolística puede definirse como una estructura de mercado intermedia entre monopolio y competencia perfecta.
El modelo clásico de competencia monopolística fue elaborado por economista británico Edward Chamberlin. Chamberlin planteó que, debido al carácter heterogéneo de los bienes y al cierto poder de mercado que posee cada productor sobre los mismos, las empresas creen enfrentarse a una curva de demanda estimada o "imaginaria", según la cual las decisiones del resto de productores están dadas. Sin embargo, para el resto de competidores no es óptimo mantener sus decisiones ante una variación unilateral de la producción de la i-ésima empresa. De este modo, existe una curva de demanda real, que recoge las decisiones de todos los productores y que va a determinar el equilibrio de mercado.
A corto plazo, el equilibrio de mercado se alcanza cuando las decisiones tomadas por las empresas según la curva de demanda "imaginaria" son compatibles con la curva de demanda real. Es decir, en el punto en el que ambas se igualan.
A largo plazo, bajo el supuesto de libre entrada y salida del mercado, no puede existir beneficio extraordinario, de tal modo que el equilibrio se alcanza en el punto en el que la curva de demanda "imaginaria" es tangente al coste medio a largo plazo y coincide con la demanda real de mercado. Como resultado se obtiene el Teorema del exceso de capacidad de Chamberlin, según el cual la empresa no alcanza el nivel eficiente de producción a largo plazo (mínimo del coste medio).
La clave de los modelos de competencia monopolística es la existencia de productos no homogéneos. Esto se explica habitualmente por la existencia de diferenciación de productos, es decir las empresas producen distintas variedades de un mismo bien, lo que les otorga un cierto poder de mercado sobre el mismo. La diferenciación de productos puede ser: horizontal, los consumidores demanda bienes con diferentes características, o vertical, los consumidores tienen una distinta disposición al pago por una misma característica. El modelo clásico de diferenciación horizontal es el de competencia espacial (Ley de Hotelling) (1929).

## Teoría de los juegos
La teoría de juegos es un método fundamental en economía matemática y empresarial para modelar comportamientos competitivos de agentes que interactúan. El término "juego" implica el estudio de cualquier interacción estratégica entre personas. Sus aplicaciones incluyen una amplia gama de fenómenos y enfoques económicos, como subastas, negociaciones, fijación de precios en fusiones y adquisiciones, reparto equitativo, duopolios, oligopolios, formación de redes sociales, economía computacional basada en agentes, equilibrio general, diseño de mecanismos y sistemas electorales, así como en áreas tan amplias como la economía experimental, la economía del comportamiento, la economía de la información, la organización industrial y la economía política.

## Evolución reciente
Con la teoría de la elección racional y otros enfoques modernos los economistas cada vez intentaron entender fenómenos sociales en los que existían incentivos y desincentivos para las personas en determinadas situaciones. Estos estudios en cierto modo continúan la tradición de la microeconomía clásica.[cita requerida]